# Patric Catani
Patric Catani (bürgerlich Patric Cremer; * 1975 in Köln) ist ein deutscher Musikproduzent, der 1992 seine erste Platte im Alter von 16 Jahren als E-De-Cologne veröffentlichte. Von 1992 bis 2000 produzierte er überwiegend Hardcore Techno, Gabber und Breakbeat, wobei sein Stil aber nie wirklich auf ein Genre festzulegen war. Seit ca. 1998 komponiert er auch Hip-Hop, Electropop, Soundtracks für  Video Games, Film, Theater und Hörspiele. Er veröffentlicht(e) unter Projektnamen wie Candie Hank, Ricardo Prosetti, Flex Busterman, Party Catani, Patric C, Test Tube Kid, Eradicator und Very impossible Person.

## Leben
Er begann seine musikalische Laufbahn in Köln, mit der Produktion von Hardcore Techno, Breakbeats und Gabber, die er im Kinderzimmer auf einem Amiga 500 Homecomputer mit dem Sequenzerprogramm Protracker schrieb. Seine erste Schallplatte „Live at the Sexshop“ erschien 1992 unter dem Projektnamen E-De-Cologne auf dem Kölner Hardcore-Techno-Label Monotone, betrieben von Ingmar Koch (Dr. Walker). Nach recht erfolgreichem Start tourte er mit seinen zwei Commodore-Computern durch Europa und war seinerzeit mit seinen 16 Jahren als einer der jüngsten Vertreter des Hardcore / Gabba Genres bekannt. Die Zeitschrift Frontpage bezeichnete E De Cologne im Mai 1994 als Deutschlands No 1 in Sachen Gabba. Mehrere seiner Tracks als E-De-Cologne erschienen auch auf bekannten Hardcore-Techno-Compilations wie zum Beispiel Thunderdome oder „Waking Up A Dead Planet“. Sie wurden u. a. aber auch für eine Dokumentation über die NASA auf Channel four in Großbritannien benutzt und beeinflussten die Hardcore-Techno-Szene mit ihrem derzeit neu entdeckten 8-Bit-Sound.
Catani zog 1995 nach Berlin, wo er sich der Szene um das von Alec Empire betriebene Label Digital Hardcore Recordings (DHR) anschloss. Zusammen mit Gina V. D´Orio (Cobra Killer) produzierte er als EC8OR drei Alben und zahlreiche Singles, die außer auf DHR auch in Japan auf Beat Rec., wie auch in den USA von dem Beastie-Boys-Label Grand Royal lizenziert wurden. Ebenso verfolgte er weiterhin seine Soloprojekte. Parallel zu seinem Schaffen für Digital Hardcore Recordings und dem damals in Hamburg ansässigen Label Fischkopf rief er zusammen mit Michael Zosel das Label Spite ins Leben, wo zum Beispiel auch die ersten Produktionen von Din ST (jetzt DJ Maxximus) veröffentlicht wurden.
Er produzierte 1997 soweit bekannt, die erste C64-Tribute-Platte The horrible plans of Flex Busterman, teilweise wurde die Soundästhetik von Rob Hubbard kompositorisch aufgegriffen, wie auch als kleiner Witz in den Credits vermerkt. Seit einigen Jahren ist er auch als einer der Produzenten für die aus Handpuppen bestehende Berliner Hip-Hop-Band Puppetmastaz tätig und hat seine Arbeit auf das Feld der Film- und Theater-Soundtracks ausgeweitet. Er hat u. a. auch mit dem holländischen Regisseur Johan Simons an der Volksbühne Berlin, den Münchner Kammerspielen und diversen Theatern in den Niederlanden gearbeitet. Ebenso trat er auf Gonzales’ 2001er Album „The Entertainist“ bei einigen Stücken als Produzent in Erscheinung. Sein Album „Groucho Running“ unter dem Pseudonym Candie Hank erschien Ende 2006 auf dem Kölner Mouse on Mars Label Sonig. Der Zeitschrift de:Bug galt er zu dieser Zeit als einer der umtriebigsten Musiker in Deutschland. 2007 hat er in Kooperation mit der Künstlerin Jorinde Voigt und Chris Imler eine Dolby-Surround-Soundinstallation im Robert Wilson Institute Watermill Center auf Long Island (New York) erstellt und gezeigt. Die Installation mit dem Namen Lemniscate wurde in einer Stereo-Version auch auf Sonig veröffentlicht. Mit Chris Imler ist er seit 2006 als Driver&Driver aktiv und nach mehreren Tourneen in Europa und Remixen, u. a. für die Berliner Rapgruppe Xberg Dhirty6 Cru erhielt das Duo einen Plattenvertrag bei dem Berliner Label Staatsakt.
2012 komponierte er die Musik für die Michel Houellebecq Theateradaption von Elementarteilchen am Theater Freiburg unter der Regie von Christoph Frick.
Darüber hinaus produzierte / mixte er verschiedene Songs auf dem Fraktus / Studio Braun Album „Millenium Edition“, welches im Zuge des Films „Fraktus, das letzte Kapitel der Musikgeschichte“ (Regie Lars Jessen) auf Staatsakt veröffentlicht wurde.
2013 erschien das Xbox Video Game Battleblock Theater der amerikanischen Firma The Behemoth, für das ein Großteil der Musik von Patric Catani komponiert wurde. Das Spiel sowie auch die Musik erhielten diverse Auszeichnungen.
2014 erschien das Candie Hank Album „Demons“ auf dem Berliner Label Shitkatapult.
2015 arbeitete Patric Catani mit der Regisseurin Felicitas Brucker an einer modernen Adaption von Antigone nach Sophokles am Theater Basel, der Text wurde von Darja Stocker anhand von eigenen Erlebnissen in Ägypten zur Zeit der Revolution (2011) geschrieben.
2016 arbeitete Catani mit der Regisseurin Felicitas Brucker am Theater Basel als Music Supervisor und Komponist an dem Theaterstück „Retten Was Zu Retten Ist“, geschrieben von Philippe Heule.
Im Januar bis März 2017 leitete er die Komposition und musikalische Auswahl für das Theaterstück „Die Unverheiratete“ geschrieben von Ewald Palmetshofer, Regie Felicitas Brucker am Theater Basel.
2017 erschien das Videospiel Pit People, der amerikanischen Gameschmiede The Behemoth auf Xbox One und Steam, für das Patric Catani einen Großteil der Musik produziert hat. Im gleichen Jahr arbeitete er an der Komposition für The Think, einer skulpturelle Science-Fiction-Geschichte des Künstler-Duos Bankleer. Uraufgeführt auf der 1. Biennale in Karatschi, Pakistan.
2018 war Catani für die musikalische Leitung und Komposition für das Theaterstück „Abgezockt“ unter der Regie von Christoph Frick beim Staatsschauspiel Dresden engagiert. 2019 arbeitete Catani mit seinem Projekt ILL TILL an der Theatermusik für das Stück „Die Unbehausten“ am Theater an der Parkaue in Berlin. Regie: Raphael Hillebrand.
Darüber hinaus arbeitete er im gleichen Jahr als musikalischer Leiter und Komponist für das Theaterstück FIFA, Glaube, Liebe, Korruption am Konzert Theater in Bern. Regie: Christoph Frick.
2023 erschien das Videospiel Alien Hominid Invasion der Firma The Behemoth auf Steam, Xbox und Nintendo Switch, für welches Patric Catani den Soundtrack komponierte.

## Hörspielmusik
- 2007: Christoph Kalkowski / Matthias Wittekindt: Der Kongreß der Supervisionäre – Regie: Christoph Kalkowski (Hörspiel – RBB)